# Rosnička včelí
Rosnička včelí, známá také pod synonymními jmény rosnička pruhovaná a rosnička harlekýn (Trachycephalus resinifictrix, syn. Phrynohyas resinifictrix), je žába, jež náleží do čeledi rosničkovití (Hylidae) a rodu Trachycephalus. Druh popsal Émil Goeldi v roce 1907.

## Výskyt
Domovem tohoto druhu jsou tropické deštné lesy Jižní Ameriky. Preferuje stromové baldachýny tropických deštných lesů, existují však záznamy o rosničkách, které si k životu vybraly otevřené prostranství. Rosnička obývá Surinam (východ), Guyanu i Francouzskou Guyanu, Bolívii, Brazílií, Kolumbii (část spadající pod Amazonii), Rio Baria ve státě Venezuela a rozšířila se i do Peru. Maximální nadmořská výška, ve které lze tuto žábu spatřit, leží ve 450 m n. m.

## Popis
Samičky tohoto druhu jsou větší než samci; dosahují velikosti okolo 88 mm, samci měří asi 77 mm. Zbarvení je tmavohnědé se skvrnami (jejichž zbarvení se pohybuje od zelené po světlehnědou), s trojúhelníkovitou skvrnou na hlavě. Končetiny zdobí hnědavé pruhy se světlejším okrajem. Duhovka je zlatavá, s černým křížem. V kůži žáby se nacházejí žlázy, pomocí kterých může žába vylučovat sekret bílé barvy, jenž má lepivé vlastnosti. Látka je jedovatá, žába ji využívá k obraně před nepřáteli. Schopnost vylučovat tuto tekutinu vynesla rosničce včelí anglický název „milk frog” (v překladu „mléčná žába”).
Rosnička včelí je aktivní v noci. Samci se během pěkného počasí ozývají ze stromových dutin, přičemž nejvariabilnější volání vykazují v brzkých nočních hodinách. Tyto žáby se rozmnožují v období mezi listopadem až květnem. K reprodukci jsou vybírány stromové dutiny naplněné vodou. Samice do vody ve stromě nebo z vnitřní strany dutiny naklade okolo 2 500 vajíček, která společně utvářejí gelovitou hmotu. Z vajíček se vyhlíhnou pulci krmící se zbytky rostlin, co se dostaly do otvoru, požírají však také jiná, ještě nevylíhnutá vajíčka. Jakmile se přemění v dospělou žábu, začnou žít v lese jako dospělci.

## Ohrožení
Pro rosničku včelí představuje ohrožení ztráta přirozeného prostředí. Kvůli velkému areálu rozšíření, jenž se táhne i přes chráněné oblasti, a velké populaci ji Mezinárodní svaz ochrany přírody zařazuje mezi málo dotčené druhy.

## Chov v Česku
V Česku rosničku včelí chová například Zoologická zahrada Jihlava, Zoologická zahrada Brno a Zoologická zahrada Ústí nad Labem. Roku 2017 získala tento druh i Zoologická zahrada Liberec (Pavilon tropů) a následujícího roku se zde žáby začaly rozmnožovat.